# Зарубино (Вологодская область)
Зарубино — деревня в Харовском районе Вологодской области.
Входит в состав Кубенского сельского поселения, с точки зрения административно-территориального деления — в Кубинский сельсовет.
Расстояние до районного центра Харовска по автодороге — 22 км.
По переписи 2002 года население — 18 человек.